# Edícula (habitação)
Edícula, no Brasil, significa uma casa pequena, localizada no fundo de um terreno, normalmente dispondo apenas de um dormitório, sala, banheiro e cozinha e ocasionalmente uma garagem, com uma área de serviço externa e comumente com saída independente da casa principal. Em algumas regiões do Brasil seu sinônimo é a meia-água.